# Pines Cove
Pines Cove is een gemeentevrij dorp in de Canadese provincie Newfoundland en Labrador. De plaats bevindt zich aan de noordwestkust van het eiland Newfoundland.

## Geografie
Pines Cove ligt in het uiterste noordwesten van het Great Northern Peninsula, het meest noordelijke gedeelte van Newfoundland. Het dorp ligt nabij het smalste punt van de Straat van Belle Isle, op slechts 20 km van Labrador. Pines Cove ligt langs provinciale route 430 op 2 km ten noordoosten van Shoal Cove East en 1 km ten zuidwesten van Green Island Cove.

## Demografie
| Jaar | Aantal inwoners | Verschil |
| ---- | --------------- | -------- |
| 1991 | 125             | –        |
| 1996 | 109             | -12,8%   |
| 2001 | 89              | -18,3%   |

Vanaf de volkstelling van 2001 worden er niet langer aparte censusdata voor Pines Cove bijgehouden. Sindsdien valt de plaats onder de designated place (DPL) Green Island Cove-Pines Cove.